# Albin Grau
Albin Grau, gebürtig Gustav Alwin Grau (* 13. Juni 1884 in Schönefeld (Leipzig); † 27. März 1971 in Hausham), war ein deutscher Filmarchitekt, Grafiker und Autor.

## Leben
Albin Grau studierte an der Kunstakademie Dresden und diente während des Ersten Weltkriegs an der Ostfront. Wieder in Berlin, wurde er in die esoterischen Kreise der Berliner Gesellschaft eingeführt und Großmeister der Loge der Lichtsuchenden Brüder. Grau arbeitete als Werbegrafiker und Gestalter von Filmplakaten, u. a. für die Grete-Ly-Filmproduktion und den Norddeutschen Lloyd.

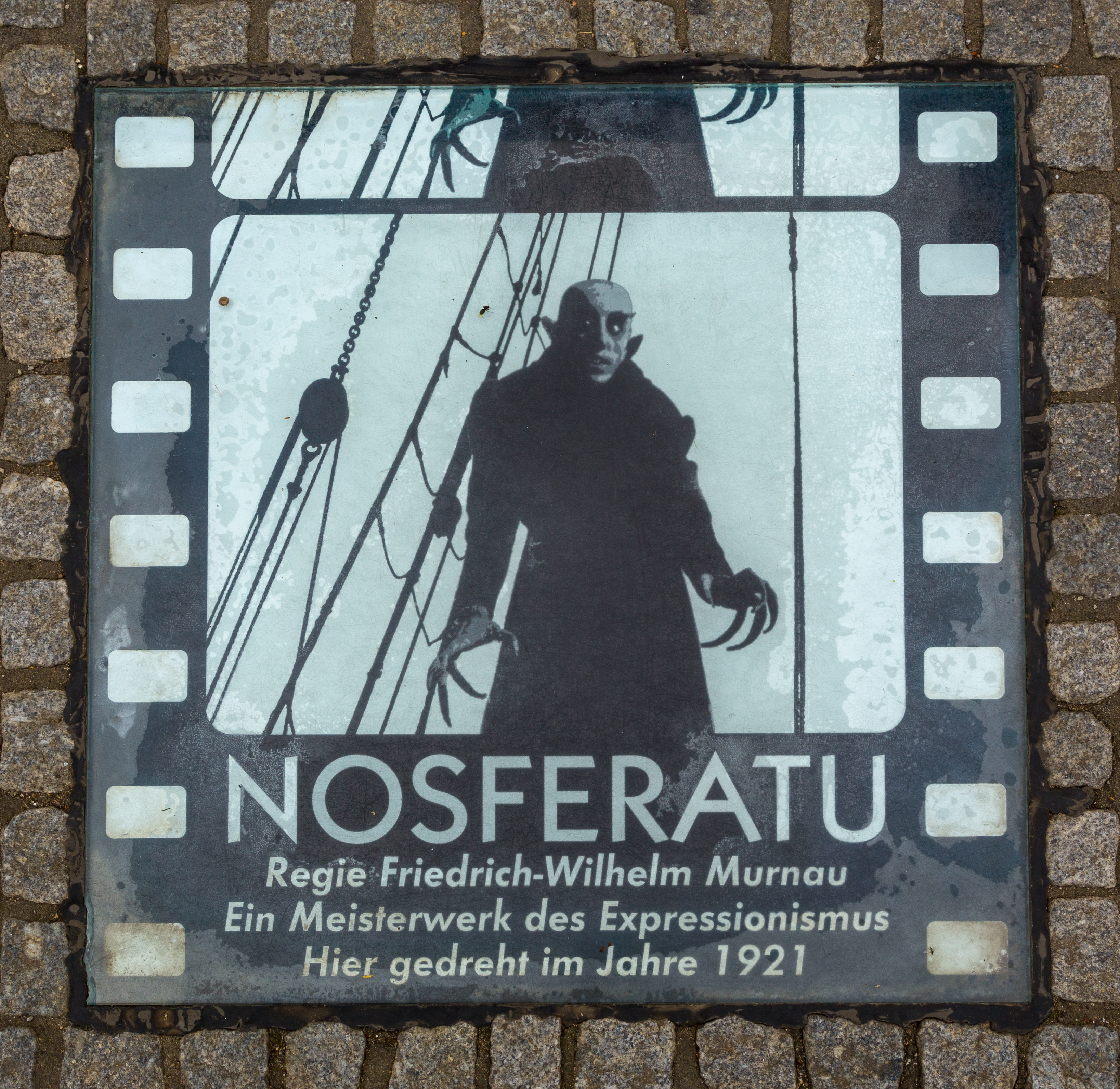
Gedenktafel zur Erinnerung an die Dreharbeiten für den Stummfilmklassiker Nosferatu – Eine Symphonie des Grauens (1922)

Mit Hilfe des Kaufmanns Enrico Dieckmann gründete er 1921 die Prana-Film, für die er das Yin-und-Yang-Symbol als Logo wählte. Bereits ein Jahr zuvor, als Grau die Filmplakate für den Film Der Gang in die Nacht entwarf, hatte er Friedrich Wilhelm Murnau kennengelernt. Es gelang ihm, Murnau für sein Projekt eines Vampirfilms als Regisseur zu gewinnen. Grau selbst übernahm bei Nosferatu – Eine Symphonie des Grauens die künstlerische Leitung und entwarf Dekorationen, Kostüme und zahlreiche Werbegrafiken.
Als 1922 die Witwe Bram Stokers die Prana-Film verklagte, weil diese die Rechte an Stokers Roman Dracula, der als Grundlage für Nosferatu diente, nicht ordnungsgemäß erworben hatte, geriet die Firma in erhebliche finanzielle Schwierigkeiten und meldete schließlich Konkurs an. 1924 wurde die Vernichtung aller Negative und Kopien von Nosferatu gerichtlich angeordnet.
Bereits 1923 gründete Dieckmann die Pan-Film GmbH; basierend auf einer Idee Graus, produzierte sie den Film Schatten. Grau selbst entwarf erneut die Dekorationen und Kostüme. Arthur Robison wurde mit der Regie betraut, nachdem Murnau aufgrund seines Exklusivvertrages mit dem Produzenten Erich Pommer nicht verpflichten werden konnte. Auch für die UFA arbeitete Grau als Ausstatter, so an Robisons Pietro, der Korsar und Lupu Picks Das Haus der Lüge. Ein weiterer Film mit dem Titel Ritter Blaubart, für welchen Grau bereits die Szenenbilder entworfen hatte, wurde jedoch nicht abgeschlossen.
Auf der Weida-Konferenz lernte Grau 1925 den britischen Okkultisten Aleister Crowley kennen. Nachdem Grau 1925 einen Dokumentarfilm über den Deutschlandaufenthalt Crowleys gedreht hatte, zog er sich aus dem Filmgeschäft zurück und widmete sich fortan okkulten Studien. Um 1925 war er als „Frater Pacitius“ Leiter der Berliner Loge der Pansophia und Mitarbeiter der Fraternitas-Saturni-Zeitschrift Saturn Gnosis, die von dem Buchhändler Gregor A. Gregorius herausgegeben wurde, und für die er bis Anfang der 1930er Jahre Artikel schrieb.
Grau arbeitete im Zweiten Weltkrieg als technischer Zeichner und spielte eine wichtige Rolle im Wehrmacht-Kraftfahrtwesen.
Bis zu seinem Tod lebte Grau im oberbayerischen Bayrischzell (Pension Grau). Bilder des Künstlers hängen heute unter anderem im dortigen Bürgermeisterzimmer und im Hotel Wendelstein.

## Schriften
- Der Weg ins ewige Schweigen. Erschienen in der Zeitschrift Oriflamme. Nr. 133 ff., 1973, ZDB-ID 347645-5.

## Filmografie
- 1921: Nosferatu – Eine Symphonie des Grauens – Produktion, Bauten, Kostüme, Masken
- 1923: Schatten – Eine nächtliche Halluzination – Idee, Bauten, Kostüme
- 1925: Pietro, der Korsar – Bauten, Kostüme
- 1925: Das Haus der Lüge – Bauten
- 1926: Die Biene Maja und ihre Abenteuer (filmtechnische Bauten mit Svend Noldan)
- 1930: Die zwölfte Stunde – Eine Nacht des Grauens (Tonfassung von Nosferatu – Eine Symphonie des Grauens) – Bauten, Kostüme, Masken

## Sonstiges
Im Film Shadow of the Vampire aus dem Jahr 2000, in dem eine fiktive Geschichte zur Entstehung von Nosferatu erzählt wird, spielt Udo Kier die Figur des Albin Grau.